# カエルの王女さま
『カエルの王女さま』（カエルのおうじょさま）は、2012年4月12日から6月21日までフジテレビの木曜劇場枠（毎週木曜日22:00 - 22:54、JST）で放送された日本のテレビドラマ。主演は天海祐希。
キャッチコピーは「希望の歌を、聴かせてあげる!」

## あらすじ
かつて日本ではミュージカルスターとして活躍した倉坂澪は、単身ニューヨークでブロードウェイを目指すが、全く開花せず、高校時代の恩師からの手紙を受けて、帰郷する。そこで、澪は、ママさん合唱団『シャンソンズ』のコーチを務めることになる。落ちこぼれミュージカルスターが、いかにして故郷である群馬県由芽市の合唱団『シャンソンズ』を立て直そうとするかを描いていく。
財政難にあえぐ街の活気を取り戻すために、ミュージカルで町おこしをしようとする澪と、市長の娘で保守的な思想を持つ忠子が、双方の考えの不一致で対立をする。

## キャスト

### シャンソンズ
倉坂 澪〈40〉
演 - 天海祐希
かつては人気ミュージカルスターだったが、ニューヨークに渡米後は全く花が開かず、現在は落ちぶれている。そんな中、高校時代の恩師・香奈絵からの連絡を機に、故郷・由芽市に帰国する。
そこで、3ヵ月後に予定している合唱団『シャンソンズ』復活コンサートを成功させるべく、コーチになってほしいと頼まれる。従来のコーラスの概念を打ち破るべく、ショークワイアの指導に励み、『シャンソンズ』を立て直そうとする。
井坂 忠子〈37〉
演 - 石田ゆり子
『シャンソンズ』のリーダー。由芽市長の娘。雅楽頭（うたのかみ）系井坂家宗家の末裔。幼少時から歌を学び、音楽は自分の天職だと思っていたが、市役所職員・哲郎との結婚を機に控えた生活を送ってきた。
『シャンソンズ』の復活に奔走するが、生真面目な優等生タイプな性格から伝統を重んじ従来の合唱スタイルを守ろうとする保守的な考えで、従来のコーラスの概念を打ち破ろうとする澪と対立する。
市の合併を推進する現職市長である父と、義父の言いなりである夫との関係にストレスを感じている。
野々村 まひる〈22〉
演 - 大島優子（当時AKB48）
1990年10月17日生まれ。澪に憧れて入団を決意した新メンバーで、『シャンソンズ』最年少の大学生。ウサギを飼っている。世界遺産学検定3級の資格を有している。シャンソンズのメンバーからは名前をもじって「あひる」と呼ばれている。歌は好きだが、歌唱力は低い。
引っ込み思案かつあがり症であり、自分を表現することも苦手。それゆえに就職活動も上手くいっておらず、大学に通う傍ら弁当店でバイトをしているが、仕事を押し付けられても断れない。
馬場 みぞれ〈48〉
演 - 大島蓉子
旧メンバー。家族のため、スーパーのタイムセールに命を懸けており、地元では「値切りの女王」と言われている。4人の子供を持つ大家族の専業主婦。ブロードウェイから澪がやってきたことに色めき立つが、ショークワイアには当初は否定的だった。
皆川 玉子〈30〉
演 - 菊地美香（少女期：三谷萌香）
旧メンバー。アイドル志向の強い主婦。少し抜けている部分がありたまに失敗する。夫は東京に単身赴任中で冷たくされ、同居している姑とは不仲で、昼間はパチンコ屋に逃避している。
桜井 玲奈〈32〉
演 - 片瀬那奈
新メンバー。1979年11月7日生まれ。哲郎の部下。趣味は、ひとりカラオケとダンス。自分の美貌に自信を持っており、練習中もSNSを使用し男性にアプローチしている。
羽田 南〈24〉
演 - 福原美穂
新メンバー。1987年6月9日生まれ。キャバクラで働いたお金で一人息子を育てているシングルマザー。R&Bを得意とする。昔はレディースに所属し荒れていた。
高垣 忍〈26〉
演 - 千葉雄大
新メンバー。倒産寸前の鉄工所・興和製作所で事務員をしている男性。女系家族で育ち、高校時代は合唱部で女性に囲まれていた為、フェミニンで女性的な感性を持っている。
「年齢･性別不問」と書き間違えたシャンソンズ新メンバー募集のチラシを見てオーディションに参加する。
シャンソンズ側も忍という名前で女性だと思い込んでいたため忠子が断ろうとするも、澪がオーディション参加を認める。その後、無事に合格しメンバーの白一点となる。
森 香奈絵〈60〉
演 - 久野綾希子
『シャンソンズ』主催者で、由芽市民センター館長。由芽高校の音楽科教師で合唱部顧問を務め、澪と忠子の高校時代の恩師でもある。寂れてしまった由芽市立音楽堂を『シャンソンズ』の唄の力で再び輝かせるため、澪を呼び寄せる。

### 由芽市市役所
井坂 哲郎〈33〉
演 - 小泉孝太郎
忠子の夫で、婿養子。現市長である義父・清忠から安見市との合併プロジェクトの責任者を任され、妻は父親の反対しているコーラスをしており、そのことで両方から板挟みに合い苦労が絶えない。
井坂 清忠〈60〉
演 - 岸部一徳
由芽市長で、忠子の父親。家は代々由芽市立音楽堂を守ってきた家系に当たるが、累積赤字で見通しが立たない由芽市を見限り、安見市との合併を進めている。
また、そのプロジェクトの一環として由芽市立音楽堂を取り壊し、ゴミ処理場『由芽クリーンセンター』の建設を計画している。『シャンソンズ』立て直しに奮闘する娘・忠子をやめさせる様、哲郎に厳命する。

### シャンソンズの家族
羽田 大輝
演 - 高木星来
南の息子。
皆川 リコ
演 - 鈴木梨央
玉子の娘。
皆川 タキ
演 - 田根楽子
玉子の義母。
馬場 昂（長男）
演 - 白石拳大
馬場 陸（次男）
演 - 篠田涼也
馬場 守（三男）
演 - 山崎智史
馬場 未来（長女）
演 - 相田梨花
馬場家の子供たち。お揃いの赤ジャージを着ている。母親が必死に踊ったり、走るのを見たクラスメイトから揶揄され、嫌がらせがエスカレートするのではないかと思い心から応援出来ない。
野々村 美沙子
演 - 西原亜希
まひるの姉。東京で広告代理店に勤務。
野々村 遥子
演 - 長野里美
まひる・美沙子の母親。夫は10年前から北京に単身赴任している。

### 興和製作所
乾 一希〈34〉
演 - 玉山鉄二
忍と同じく興和製作所で働いている溶接工。哲郎とは高校時代の同級生。影があり不思議な魅力を醸し出している。
かつてはロックバンド「ドクター・リリス」でボーカル・ギター担当の「ゼルエル」として活動していた。物語中盤でシャンソンズに参加する。
柴田
演 - 村松利史
興和製作所溶接工。趣味は手品。キャバクラに通い、南にセクハラをしては咎められている。
山根
演 - 仗桐安
興和製作所溶接工。女性的で弱々しい忍が気に入らない。
八木
演 - 西村ミツアキ
興和製作所溶接工。柴田、山根に便乗し忍に嫌がらせをする。
重村
演 - 飯田基祐
興和製作所所長。

### その他
熊園 桜〈40〉
演 - 濱田マリ
「BAR Singers」のママ。通称：桜ママ。 旧知の仲である澪の考えていることは大体理解でき、悩んでいる時に的確なアドバイスをする。シャンソンズ音楽堂復活コンサートの公開練習に参加後、正式にシャンソンズに加入する。
藤岡
演 - 山崎燿
シャンソンズの練習でピアノ伴奏・ギター演奏を担当する。

### ゲスト
ピート佐藤
演 - 草刈正雄（第1・10話）
エージェント会社社長。オーディションに落ち続け、役の取れない澪を解雇する。
ドクター・リリスのメンバー
演 - 快進のICHIGEKI（第3話）
鴻池 正勝
演 - ミッキー・カーチス（特別出演 / 第5・最終話）
安見市長。
三宅 光矢
演 - 石井竜也（第7話）
振付師。澪の元恋人。
江見 こずえ
演 - 根岸季衣（第8話）
声楽家。全国合唱コンクール群馬県大会で安見市女声合唱団のソリストとして参加するため帰国する。澪、澪の母親とは旧知の仲である。
井坂 忠邦
演 - 浜田晃（第9話）
元由芽市長。清忠の父親、忠子の祖父。

## スタッフ
- 脚本 - 吉田智子
- 脚本協力 - 荻田美加
- 音楽 - 山崎燿
- 選曲 - 谷口広紀
- 音響効果 - 本郷俊介、稲川壮、深井翠子
- ボイストレーナー - Noriko K
- ボイストレーニングスーパーバイザー - 楊淑美
- 振付 - 川崎悦子、牧内沙織
- 合唱指導 - 森永淳一
- 合唱協力 - 東京都合唱連盟
- ギター担当 - 越谷浩成
- ガイドボーカル担当 - Sammy (歌手)
- 音楽制作協力 - 吉田雅裕、川口真太郎、柿崎譲志、石田雅裕、丹羽浩之、安田夏紀（フジパシフィック音楽出版）
- レコーディングエンジニア - 岸本泰明
- 衣装 - 増田歩、畑山真智子
- タイトルデザイン - 福澤伸太郎
- VFX - 佐竹淳
- アソシエイトプロデュース - 長部聡介
- プロデュース補 - 戸倉多佳子、古賀由佳理、暮地由紀子
- プロデューサー - 渡辺恒也、大木綾子
- 演出補 - 高野舞、長野晋也、岩城隆一、高田雄貴、岩本昌也、橋本創
- 演出 - 光野道夫、西坂瑞城、田中亮
- 制作著作 - フジテレビドラマ制作センター

## テーマ曲
- 主題歌（エンディングテーマ）：家入レオ「Shine」（ビクターエンタテインメント）
- オープニングタイトル：「Dreamgirls」（原曲：ミュージカル「Dreamgirls」）
- 挿入歌：ドナ・サマー「Hot Stuff」

## 劇中で使用された楽曲
番組はミュージカル仕立てになっているため、随所に昭和・平成を代表する名曲が挿入される。

### 第1話
- Take me or leave me（原曲：ミュージカル「RENT」 倉坂澪ソロ独唱）
- 故郷（原曲：唱歌 井坂忠子・馬場みぞれ・皆川玉子合唱曲）
- 罪と罰（原曲 / 作曲者：椎名林檎 羽田南オーディション歌唱曲）
- 一番綺麗な私を（原曲：中島美嘉 桜井玲奈オーディション歌唱曲）
- Memory（原曲：ミュージカル「CATS」 野々村まひるオーディション歌唱曲）
- 夜明けのスキャット（原曲：由紀さおり 高垣忍オーディション歌唱曲）
- 花（原曲 / 作曲者：瀧廉太郎 シャンソンズ合唱曲）
- 女声合唱のための『聖母への祈り』より Ave regina caelorum（作曲：松下耕 安見市女声合唱団合唱曲）
- 風になりたい（原曲：THE BOOM シャンソンズ合唱曲）
- あの鐘を鳴らすのはあなた（原曲：和田アキ子 倉坂澪ソロ独唱）

### 第2話
- 春が来た（原曲：童謡 井坂忠子・馬場みぞれ・皆川玉子合唱曲）
- 浪漫飛行（原曲 / 作曲者：米米CLUB 2012由芽桜まつり シャンソンズ合唱曲）
- チェリーブラッサム（原曲：松田聖子 2012由芽桜まつり シャンソンズ合唱曲）
- さくら（原曲：ケツメイシ 2012由芽桜まつり シャンソンズ合唱曲）

### 第3話
- TRAIN-TRAIN（原曲：THE BLUE HEARTS 井坂忠子・馬場みぞれ・皆川玉子合唱曲）
- Crazy Operation（オリジナル曲 ドクター・リリス演奏曲）
- 激しい雨が（原曲 / 作曲者：THE MODS シャンソンズ合唱曲）
- フレンズ（原曲：レベッカ 羽田南ソロ独唱）
- 終わらない歌（原曲：THE BLUE HEARTS シャンソンズ合唱曲）

### 第4話
- ロックンロール・ウィドウ（原曲：山口百恵 シャンソンズ合唱曲）
- 横須賀ストーリー（原曲：山口百恵 シャンソンズ合唱曲）
- プレイバックPart2（原曲：山口百恵 シャンソンズ合唱曲）
- This is my trial（私の試練）（原曲：山口百恵 倉坂澪ソロ独唱）
- イミテイション・ゴールド（原曲：山口百恵 シャンソンズ合唱曲）

### 第5話
- ライク・ア・ヴァージン（原曲：マドンナ シャンソンズダンス練習曲）
- キューティーハニー（原曲：前川陽子 シャンソンズ合唱曲）
- EZ DO DANCE（原曲：TRF シャンソンズ合唱曲）
- フラッシュダンス…ホワット・ア・フィーリング（原曲：アイリーン・キャラ 羽田南ソロ独唱）
- TRY ME 〜私を信じて〜（原曲：安室奈美恵 with SUPER MONKEY'S 皆川玉子・高垣忍カラオケ歌唱曲）
- Dream Fighter（原曲：Perfume シャンソンズ合唱曲）

### 第6話
- それが大事（原曲：大事MANブラザーズバンド シャンソンズ合唱曲）
- 歌うたいのバラッド（原曲 / 作曲者：斉藤和義 倉坂澪ソロ独唱）
- 何度でも（原曲：DREAMS COME TRUE シャンソンズ合唱曲）

### 第7話
- TOKIO（原曲：沢田研二 シャンソンズ車内合唱曲）
- ヒハマタノボル（原曲：石井竜也 三宅光矢歌唱曲）
- DOWN TOWN（原曲：シュガー・ベイブ シャンソンズ合唱曲）
- M（原曲：プリンセス プリンセス 倉坂澪ソロ独唱）
- ウエディング・ベル（原曲：Sugar シャンソンズ合唱曲）

### 第8話
- 見上げてごらん夜の星を（原曲：坂本九 倉坂澪・森香奈絵歌唱曲）
- 蘇生（原曲：Mr.Children シャンソンズ合唱曲）
- メサイアよりハレルヤ（原曲 / 作曲者：ヘンデル 第65回全国合唱コンクール群馬県大会 安見市女声合唱団合唱曲）
- Memory（原曲：ミュージカル「CATS」 第65回全国合唱コンクール群馬県大会 シスター花ちゃんとブルーボーイズ合唱曲）
- Don't stop the music（オリジナル曲 第65回全国合唱コンクール群馬県大会 シャンソンズ合唱曲）

### 第9話
- 夢の中へ（原曲 / 作曲者：井上陽水 倉坂澪・熊園桜・井坂忠子カラオケ歌唱曲）
- 時には昔の話を（原曲 / 作曲者：加藤登紀子 シャンソンズ合唱曲）
- あの素晴らしい愛をもう一度（原曲：加藤和彦・北山修  1977年6月7日 全国フォークジャンボリー / 野外音楽堂公演 井坂清忠歌唱曲）
- たしかなこと（原曲 / 作曲者：小田和正 シャンソンズ合唱曲）

### 第10話
- どんなときも。（原曲 / 作曲者：槇原敬之 シャンソンズ合唱曲）
- 浪漫飛行（原曲 / 作曲者：米米CLUB シャンソンズ合唱曲 / BGM）
- Don't stop the music（オリジナル曲 シャンソンズ合唱曲 / BGM）
- あの鐘を鳴らすのはあなた（原曲：和田アキ子 倉坂澪ソロ独唱）
- ハピネス（原曲 / 作曲者：AI シャンソンズ合唱曲）

### 最終話
- 由芽音頭（オリジナル曲 森香奈絵歌唱曲）
- YAH YAH YAH（原曲：CHAGE and ASKA シャンソンズ音楽堂復活コンサート シャンソンズ合唱曲）
- Don't stop the music（オリジナル曲 シャンソンズ音楽堂復活コンサート シャンソンズ合唱曲）
- Hello, my friend（原曲 / 作曲者：松任谷由実 シャンソンズ音楽堂復活コンサート シャンソンズ合唱曲）
- 風になりたい（原曲：THE BOOM シャンソンズ音楽堂復活コンサート シャンソンズ合唱曲）
- 浪漫飛行（原曲 / 作曲者：米米CLUB シャンソンズ合唱曲）

## 放送日程
| 各話                                                      | 放送日        | サブタイトル                       | 演出     | 視聴率 |
| --------------------------------------------------------- | ------------- | ---------------------------------- | -------- | ------ |
| 第1話                                                     | 2012年4月12日 | 希望の歌よ響け!!舞い戻った伝説の女 | 光野道夫 | 09.0%  |
| 第2話                                                     | 2012年4月19日 | 新しい私へ!浪漫飛行                | 光野道夫 | 10.7%  |
| 第3話                                                     | 2012年4月26日 | 終わらない歌を歌おう               | 西坂瑞城 | 09.7%  |
| 第4話                                                     | 2012年5月03日 | オバサン、TVに出る                 | 田中亮   | 09.0%  |
| 第5話                                                     | 2012年5月10日 | 超セクシーダンス戦争               | 光野道夫 | 09.1%  |
| 第6話                                                     | 2012年5月17日 | あなたの嘘が許せない               | 西坂瑞城 | 09.2%  |
| 第7話                                                     | 2012年5月24日 | Mあなたしか見えない                | 田中亮   | 07.4%  |
| 第8話                                                     | 2012年5月31日 | 決戦!優勝か解散か!?                | 光野道夫 | 08.4%  |
| 第9話                                                     | 2012年6月07日 | 号泣!真夜中のライブ                | 西坂瑞城 | 08.5%  |
| 第10話                                                    | 2012年6月14日 | 夢か仲間で運命の選択               | 田中亮   | 08.8%  |
| 最終話                                                    | 2012年6月21日 | 涙のラストソング                   | 光野道夫 | 10.1%  |
| 平均視聴率 9.1%（視聴率は関東地区・ビデオリサーチ社調べ） |               |                                    |          |        |